# هريرة صوتية
الهريرة الصوتية (بالإنجليزية: Acoustic Kitty)‏ هي مشروعٌ تابعٌ لوكالة المخابرات المركزية، حيثُ أطلقته وكالة المخابرات المركزية للعلوم والتكنولوجيا في ستينيات القرن العشرين، وكان المشروع يهدفُ لاستخدام القطط في التجسس على سفارات الكرملين والاتحاد السوفيتي. في عمليةٍ استغرقت ساعةً، قام جراحٌ بيطري بزرع ميكروفون في قناة الأذن الخاصة بالقط، مع جهاز إرسال لاسلكي صغيرٍ في قاعدة الجمجمة وسلكٍ رفيع في الفراء. تسمحُ هذه العملية للقط أن يُسجل وينقل الصوت من محيطه. تمت مُعالجة إحساس القط بالجوع في عمليةٍ أخرى، وذلك كونه قُد يكون مصدرًا للإلهاء للقط. قال فيكتور مارشيتي وهو ضابط سابق بوكالة المخابرات المركزية بأنَّ تكلفة المشروع حوالي 20 مليون دولار.
كانت أول مهمة للهريرة الصوتية هي التنصت على رجُلين في حديقةٍ خارج المُجمع السوفيتي في واشنطن العاصمة. أُطلق القط في مكانٍ قريب، ولكنه أُصيب فورًا وقُتل بسيارة أُجرة. على الرغم من هذا، إلا أنه في عام 2013 عارضَ روبرت والاس هذه الرواية، وهو مديرٌ سابقٌ لمكتب الخدمات الفنية بوكالة المخابرات المركزية، حيثُ قال إنَّ المشروع تُخليَّ عنه بسبب صعوبة تدريب القط على التصرف بالشكل المطلوب، كما أنه قد أُعيد إجراء العملية للقط وتم إخراج جميع المعدات منه، وعاش حياةً طويلة وسعيدة بعد ذلك. كما أنَّ جميع المحاولات اللاحقة قد فشلت. بعد ذلك بوقتٍ قصير، اعُتبر المشروع فاشلًا وأُعلن أنه خسارةٌ فادحة، ولكن مع ذلك، إلا أنَّ حساباتٍ أخرى ذكرت نجاحًا أكبر للمشروع.
أُلغيَّ المشروع في عام 1967. قالت مذكرة ختامية إن باحثي وكالة المخابرات المركزية الأمريكية يعتقدون أنَّ بإمكانهم تدريب القطط على التحرك لمسافاتٍ قصيرة، ولكن العوامل البيئية والأمنية في استخدام هذه التقنية في وضع خارجي حقيقي تجبرهم على الاستنتاج بأنَّ هذا المشروع غيرُ عمليٍ لأغراضهم الاستخباراتية. كُشف عن المشروع في عام 2001، وذلك بعد رفع السرية عن بعض وثائق وكالة المخابرات المركزية.